# B-59
B-59 – radziecki okręt podwodny dalekiego zasięgu z napędem diesel-elektrycznym, projektu 641 (NATO: Foxtrot). 1 października 1962 roku B-59 wraz z B-36, B-4 oraz B-130 tego samego typu, wypłynął z bazy na półwyspie Kolskim udając się w rejon Karaibów w misji wsparcia dostawy broni na Kubę w ramach radzieckiej operacji Anadyr i założenia na Kubie radzieckiej bazy okrętów podwodnych. Oprócz konwencjonalnych torped, każdy z tych okrętów wyposażony był w jedną torpedę z głowicą jądrową o mocy 11 kt. W trakcie wywołanego radziecką operacją kryzysu kubańskiego, 27 października B-59 został wykryty przez amerykańskie niszczyciele. Amerykanie, żeby zmusić okręt podwodny do wynurzenia się wypuścili bomby głębinowe. Z powodu braku łączności z dowództwem w ZSRR załoga rozważała użycie torpedy jądrowej, żeby zniszczyć amerykańską flotę. Wśród ogólnego chaosu, jeden członek załogi, Wasilij Archipow, odmówił wypuszczenia pocisku, zaś sowiecka doktryna wymagała jednogłośnej zgody dowództwa okrętu przed wypuszczeniem torpedy. Po tym incydencie B-59 zmuszony wynurzył się i poddał Amerykanom.